# Emmi Alanen
Emmi Alanen (* 30. April 1991 in Lappajärvi) ist eine finnische ehemalige Fußballspielerin. Die Mittelfeldspielerin stand seit 2022 bei Kristianstads DFF unter Vertrag und spielt für die finnische Nationalmannschaft.

## Karriere

### Vereine
Alanen spielte zunächst in ihrer Heimat für verschiedene Vereine und gewann 2011 mit HJK den Ligapokal. 2013 wechselte sie in der laufenden Saison nach Schweden, wo sie zunächst für Umeå IK, seit 2016 für Vittsjö GIK und seit 2019 für Växjö DFF in der Damallsvenskan spielt. Die Saison 2021 endete auf dem letzten und damit Abstiegsplatz. Zur Saison 2022 wechselte sie zum Kristianstads DFF.

### Nationalmannschaft
Seit 2010 spielt sie für die Finnische Fußballnationalmannschaft der Frauen, mit der sie an der Qualifikation für die WM 2011 teilnahm, in der sie drei Kurzeinsätze hatte. Durch eine 1:3-Heimniederlage gegen
Italien im vorletzten Spiel, bei der sie zur zweiten Halbzeit eingewechselt wurde, verpassten die Finninnen die Play-offs der Gruppensieger. In der Qualifikation für die EM 2013 wurde sie fünfmal eingesetzt und qualifizierte sich mit ihrer Mannschaft im September 2012 für die Endrunde. Bei der EM 2013 schied sie aber nach den drei Gruppenspielen aus. Danach konnten sich die Finninnen erst im Februar 2021 wieder für eine Endrunde qualifizieren. Alanen kam dabei in sechs von acht Qualifikationsspielen zum Einsatz und erzielte ein Tor. Zuvor war sie bei der Qualifikation für die EM 2017 mit ihrer Mannschaft als einziger Teilnehmer von 2013 gescheitert. Sie war dabei in allen acht Spielen eingesetzt worden und war zusammen mit Linda Sällström mit je drei Toren beste finnische Torschützin. Auch in den dazwischen liegenden WM-Qualifikationen scheiterte sie zweimal mit ihrer Mannschaft. Dabei hatte sie in der Qualifikation für die WM 2015 zehn Einsätze und war mit vier Toren zweitbeste finnische Torschützin. In der Qualifikation für die WM 2019 hatte sie dagegen nur drei Einsätze, in denen ihr ein Tor gelang. In den ersten sechs Spielen der Qualifikation für die WM 2023 stand sie jeweils in der Startelf und erzielte zwei Tore.
Am 9. Juni 2022 wurde sie für die EM-Endrunde nominiert. Von den Spielerinnen des Kaders hat sie die zweitmeisten Tore geschossen (Stand: Juli 2022).
In der Qualifikation für die EM 2025 kam sie in zwei Gruppenspielen zum Einsatz. Die Finninnen verpassten als Gruppenletzte die direkte Qualifikation, hatten aber noch die Chance sich über die Play-offs zu qualifizieren. Dies gelang mit Siegen gegen Montenegro sowie einem Remis und einem Sieg gegen Schottland, wobei sie aber nur bei dem Remis eingesetzt wurde. Danach kam sie nicht wieder zum Einsatz.
Am 11. Juni 2025 gab sie ihr Karriereende bekannt.

## Erfolge
HJK Helsinki 
- Finnische Ligapokalsiegerin 2011